# Giovanni Brutto
Giovanni Brutto (Vercelli, 21 marzo 1948) è un ex calciatore italiano, di ruolo difensore.

## Carriera
Cresciuto nelle giovanili della Juventus, esordì in Serie A il 12 novembre 1972 con la maglia della Ternana nella partita casalinga contro il Cagliari, conclusasi 1-1.
Dopo una breve parentesi con l'Arezzo, fu ceduto alla Turris e poi al Bolzano, senza più avere la possibilità di ritornare nelle massime categorie.

## Palmarès

### Club

#### Competizioni nazionali
- Serie C: 1

Novara: 1969-1970